# أنخيل إسبينوزا
أنخيل إسبينوزا (2 أكتوبر 1966 – 12 أبريل 2017) هو ملاكم كوبي راحل، مثّل بلاده في الألعاب الأولمبية الصيفية 1992.

## روابط خارجية
أنخيل إسبينوزا على موقع أوليمبيديا (الإنجليزية)